# 군포신기초등학교
군포신기초등학교는 대한민국 경기도 군포시에 있는 공립 초등학교이다.

## 학교 연혁
- 2012년 9월 1일: 개교, 초대 김영욱 교장 부임, 병설유치원 개설
- 2012년 9월 19일: 개교식
- 2013년 2월 15일: 제 1회 5명 졸업
- 2016년 3월 1일: 2대 김상렬 교장 부임
- 2018년 2월 13일: 제 6회 313명 졸업

## 참고 자료
- 군포신기초등학교 - 한국교육학술정보원 학교알리미